# Алькер, Имре
Имре Алькер (венг. Alker Imre, род. 1 декабря 1941, Пюшпёкладань, Хайду-Бихар) — венгерский борец греко-римского стиля, призёр чемпионата мира.

## Биография
Родился в 1941 году в Пюшпёкладани. В 1963 году занял 6-е место на чемпионате мира. В 1964 году принял участие в Олимпийских играх в Токио, но наград не завоевал. В 1965 году занял 6-е место на чемпионате мира. В 1967 году стал бронзовым призёром чемпионата мира. В 1968 году занял 5-е место на чемпионате Европы и принял участие в Олимпийских играх в Мехико, но там стал лишь 4-м. В 1970 году занял 6-е место на чемпионате Европы и тоже 6-е место на чемпионате мира.